# Quartier du Mail

Die Stadtviertel im 2. Arrondissement

Das Quartier du Mail ist das siebte der 80 Quartiers (Stadtviertel) im 2. Arrondissement von Paris. 

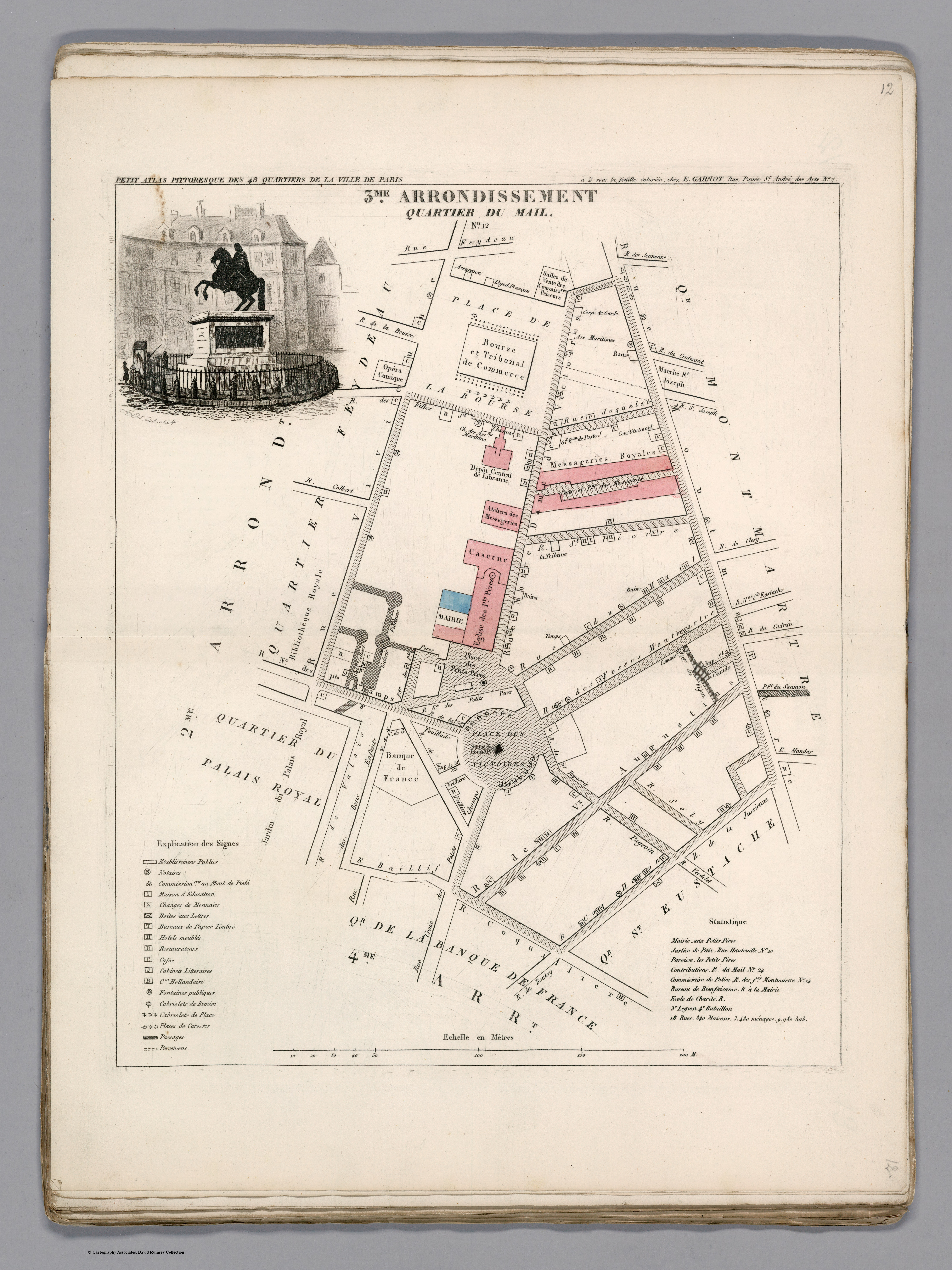
Das Quartier im Jahr 1834

## Lage
Der Verwaltungsbezirk im 2. Arrondissement von Paris wird von folgenden Straßen begrenzt:
- Westen: vom Place des Victoires über die Rue Vide-Gousset zur Rue Notre-Dame des Victoires und Rue Montmartre
- Norden: Boulevard Poissonnière
- Osten: Rue Poissonnière, Rue des Petits Carreaux, Rue Montorgueil
- Süden: Rue Etienne Marcel

## Geschichte
Auf dem Gelände des Quartier du Mail befanden sich schon unter Henri II. Spielanlagen für das Golf-ähnliche Paille-Maille (fr: Jeu de Mail), woraus später die Rue du Mail wurde. Der Name wurde dann auch für das Stadtviertel übernommen.

## Sehenswürdigkeiten
- Maison Mozart, 8 Rue du Sentier: Mozart lebte hier 1778 bei seiner Mutter, die hier starb.